# Podmiot wypowiedzi
Podmiot wypowiedzi – osoba wypowiadająca daną sekwencję słowną, nadawca komunikatu. 
Najłatwiej można określić podmiot wypowiedzi w bezpośrednich interakcjach językowych (rozmowa), kiedy nadawca i odbiorca uczestniczą w konkretnej sytuacji komunikacyjnej. W wypadku tekstów pisanych o charakterze użytkowym (jak np. list, podanie, umowa) zakłada się na ogół tożsamość rzeczywistego autora i nadawcy wpisanego w wypowiedź. Założenie tożsamości "ja" rzeczywistego i tekstowego jest też jednym z głównych wyznaczników prozy publicystycznej i prozy niefikcjonalnej (obejmującej np. dziennik, reportaż, felieton, pamiętnik). Nawet jednak w tekstach użytkowych dyskurs oddaje jedynie wybrane aspekty osoby autora, odnosząc się np. do jego życia intymnego, poglądów ideowych, roli społecznej oraz czy też przynależności grupowej. Z reguły zatem wypowiedź tworzy pewien językowy obraz danej osoby. "Ja" mówiące bywa przedstawione bezpośrednio - kiedy podmiot mówi o samym sobie (np. w autobiografii) - oraz pośrednio, przez sposób budowania wypowiedzi (np. na podstawie konstrukcji stylistycznych użytych w liście można domniemywać, jakiego rodzaju relacje łączą nadawcę i adresata). Stosunki między osobą wypowiadającą i jej rolą społeczną lub komunikacyjną a jej obrazem tekstowym, znacznie komplikują się w wypadku podmiotu retorycznego a zwłaszcza literackiego.